# It's All Crazy! It's All False! It's All a Dream! It's Alright
It's All Crazy! It's All False! It's All a Dream! It's Alright è il quarto album in studio dei mewithoutYou, pubblicato il 19 maggio 2009 dalla Tooth & Nail Records.

## Il disco
L'album segna un deciso cambio nello stile musicale della band, che abbandona il post-hardcore e le influenze hard rock e post-rock che l'hanno caratterizzata dal suo debutto e si sposta su sonorità tipiche dell'indie rock e del folk rock. Ha ricevuto recensioni positive da numerosi critici musicali, tra cui Chris Hidden di Rock Sound, che l'ha definito una "pietra fredda miliare" dandogli una votazione di 10/10.

## Tracce
1. Every Thought a Thought of You – 3:31
2. The Fox, the Crow and the Cookie – 3:31
3. The Angel of Death Came to David's Room – 3:54
4. Goodbye, I! – 3:50
5. A Stick, a Carrot & String – 3:06
6. Bullet to Binary (Pt. Two) – 5:12
7. Timothy Hay – 3:37
8. Fig with a Bellyache – 3:31
9. Cattail Down – 3:47
10. The King Beetle on a Coconut Estate – 6:01
11. Allah, Allah, Allah – 4:55

## Formazione
- Aaron Weiss – voce, chitarra acustica, fisarmonica, tromba, tastiera, percussioni
- Michael Weiss – chitarra elettrica, tastiera, cori
- Greg Jehanian – basso, cori
- Rickie Mazzotta – batteria, percussioni

Altri musicisti
- Paul Arbogast - trombone, tuba
- Mike Kiley - cori

## Classifiche
| Classifica (2009)         | Posizione massima |
| ------------------------- | ----------------- |
| Stati Uniti               | 72                |
| Stati Uniti (alternative) | 13                |
| Stati Uniti (christian)   | 3                 |
| Stati Uniti (rock)        | 20                |